# Associação Desportiva e Cultural de Balazar
A Associação Desportiva e Cultural de Balazar é um clube português localizado na freguesia de Balazar, concelho de Póvoa de Varzim, distrito do Porto. O clube foi fundado em 3 de Novembro de 1986 e o seu actual presidente é Pedro Faria. Os seus jogos em casa são disputados no Campo do Centro Paroquial de Balazar.

## Futebol
A equipa de seniores participa, na época de 2015-2016, na Divisão de Honra da AF Porto.

### Classificações por época
| Época     | Nível | Divisão                      | Classificação | Taça de Portugal |
| --------- | ----- | ---------------------------- | ------------- | ---------------- |
| 2012/2013 | 6     | 1ª Divisão da AF Porto       | 13º           | -                |
| 2013/2014 | 6     | 1ª Divisão da AF Porto       | 3º            | -                |
| 2014/2015 | 5     | Divisão de Honra da AF Porto | 7º            | -                |
| 2015/2016 | 5     | Divisão de Honra da AF Porto | 12º           | -                |

Legenda das cores na pirâmide do futebol português
     1º nível (1ª Divisão / 1ª Liga) 
     2º nível (até 1989/90 como 2ª Divisão Nacional, dividido por zonas, em 1990/91 foi criada a 2ª Liga) 
     3º nível (até 1989/90 como 3ª Divisão Nacional, depois de 1989/90 como 2ª Divisão B/Nacional de Seniores/Campeonato de Portugal)
     4º nível (entre 1989/90 e 2012/2013 como 3ª Divisão, entre 1947/48 e 1989/90 e após 2013/14 como 1ª Divisão Distrital) 
     5º nível
     6º nível
     7º nível